# Castillo de Soto de los Infantes
El castillo de Soto de los Infantes es una fortaleza española situada en esta localidad asturiana, en el concejo de Salas en Asturias. 
Antigua sede señorial, se halla en una ladera a la salida del pueblo, junto a la carretera que conduce hacia Salas por el Alto de Ablaneda (AS-226). Hoy en día sólo se conserva el torreón de planta cuadrada, en estado ruinoso, con restos sin excavar de las cercas que la rodeaban y las edificaciones anexas del recinto. 
Fue mandado construir por la miembros de la Casa de Miranda hacia el año 1500.